# Lucienola
Lucienola is een geslacht van rechtvleugeligen uit de familie sabelsprinkhanen (Tettigoniidae). De wetenschappelijke naam van dit geslacht is voor het eerst geldig gepubliceerd in 1975 door Gurney.

## Soorten
Het geslacht Lucienola omvat de volgende soorten:
- Lucienola brittoni Jin, 1993
- Lucienola gressitti Chopard, 1969
- Lucienola maai Jin, 1993
- Lucienola pitti Rentz, 2001
- Lucienola tiwiwarrina Rentz, 2001